# Клопка за генерала
Клопка за генерала је југословенски филм из 1971. године. Режирао га је Миомир Стаменковић, а сценарио су писали Драган Марковић и Лука Павловић.